# Sione Vailahi
Sione Havea Vailahi (Nukualofa, Tonga; 6 de septiembre de 1958) es un luchador profesional tongano, más conocido por su nombre en el ring The Barbarian. Es mejor conocido por sus diversos períodos con National Wrestling Alliance (NWA), World Championship Wrestling (WCW) y World Wrestling Federation (WWF) y por ser parte de los equipos de The Powers of Pain con The Warlord y Faces of Fear con Meng.

## Carrera
Después de emigrar a los Estados Unidos, se entrenó en la lucha libre profesional bajo la tutela de Rolland 'Red' Bastien. En 1980, hizo su debut, luchando contra el asesino Karl Krupp en Modesto, California. Luchó como King Konga en varios territorios regionales de la National Wrestling Alliance (NWA) en 1981. Pronto fue a Jim Crockett Promotions de la NWA, donde se unió a Ron Garvin como favorito de los fanáticos. Tuvo un corto período como heel en World Class Championship Wrestling bajo el nombre de Tonga John.

### Promociones Jim Crockett (1984-1988)
Al ver el potencial de villano monstruo en un hombre enorme e intimidante con una agilidad sorprendente, ahora de vuelta en el territorio de Crockett, Jim Crockett, Jr. transformó a Vailahi en Konga the Barbarian. Debutó en el episodio del 29 de diciembre de 1984 de WorldWide después de un combate entre el asesino #1 y Kareem Mohammad como miembro de The Paul Jones' Army. Derrotó a Sam Houston en su lucha de debut más tarde en la noche. Vailahi fue llevado a la compañía para ayudar a Jones en su rivalidad con Jimmy Valiant. Fue emparejado con Superstar Billy Graham bajo la dirección de Jones. En la inauguración de The Great American Bash, Barbarian se unió a Graham y Abdullah the Butcher en una derrota ante Sam Houston, Manny Fernández y Buzz Tyler en un combate por equipos de seis hombres. Después del evento, ocasionalmente se asoció con Abdullah y se volvió hacia Graham para fin de año. Barbarian perdió ante Graham en un concurso de lucha libre y luego en Starrcade. En la NWA/AWA Star Wars, Vailahi perdió ante el protagonista de Capitol Sports Promotions, Carlos Colón.
Vailahi frecuentemente se asoció con Black Bart, Shaska Whatley, Teijho Khan, y con el Barón Von Raschke a lo largo de 1986. Vailahi se unió a Raschke para participar en la Copa Crockett de 1986, perdiendo ante Jimmy Valiant y Manny Fernández en la primera ronda. Fue durante este tiempo que "Konga" fue eliminado de su nombre y se convirtió simplemente en El Bárbaro. Raschke dejó el equipo de Jones y se convirtió en un rival del grupo. En Starrcade , Whatley y Bárbaro perdieron ante Héctor Guerrero y Raschke en un combate por equipos. 
Vailahi entró en la Copa Crockett de 1987 con Bill Dundee, venciendo a Tim Horner y Mike Rotunda en la primera ronda y perdió ante The Super Powers (Dusty Rhodes y Nikita Koloff) en la segunda ronda. Vailahi se asoció con personas como Manny Fernández y Vladimir Petrov a lo largo de 1987. En 1987, apareció en la película Body Slam, como Axe del equipo llamado The Cannibals. A fines de 1987, formó un equipo con Ivan Koloff, quien también era su entrenador. Durante este tiempo, formó The Powers of Pain con The Warlord y el equipo comenzaron un feudo con The Road Warriors. Vailahi hizo su debut de pago por visión el 24 de enero de 1988 en Bunkhouse Stampede, como participante en un Steel Cage Bunkhouse Stampede. Fue el segundo lugar, siendo eliminado por Dusty Rhodes. Lesionaron los ojos de Animal en la historia durante un concurso de levantamiento de pesas y poco después se unieron con Ivan Koloff para vencer a Rhodes y The Road Warriors para ganar el NWA World Six-Man Tag Team Championship en un evento en vivo el 12 de febrero. Koloff y Powers of Pain perderían ante Rhodes y Road Warriors en un combate de alambre de púas en el primer Choque de Campeones el 27 de marzo. Al mes siguiente, Powers of Pain ingresó a la Copa Crockett de 1988, derrotando a Mark Starr y Chris Champion en la segunda ronda y The Road Warriors en los cuartos de final y perdió ante los eventuales ganadores Lex Luger y Sting en la semifinal.
En abril de 1988, Crockett decidió que quería que los equipos de pelea disputaran una serie de scaffold matches, lo que ninguno de los equipos quería porque sentían que eran demasiado grandes para participar de manera segura. Esto fue especialmente así para Powers of Pain, que estaban programados para perder dichos combates. Barbarian y Warlord decidieron dejar la compañía. Los locutores de la NWA explicaron que The Road Warriors los habían expulsado, a pesar de que todavía tenían el Campeonato Mundial por Equipos.

### World Wrestling Federation (1988-1992)
A su llegada a WWF, The Powers of Pain fueron los favoritos de los fanáticos, inicialmente administrados por Tito Santana, Se pelearon con WWF World Tag Team Champions Demolition que habían derrotado a Strike Force (Santana y Rick Martel) por los títulos y luego lesionó a Martel (kayfabe). The Powers of Pain fueron presentados como mercenarios para ayudar a Martel y Santana a vengarse de Demolition tanto por la pérdida del título como por la lesión de Martel. Hicieron su debut en un evento en vivo el 18 de junio de 1988 como reemplazo de Strike Force, donde vencieron a Demolition por conteo. Hicieron su debut televisado en el episodio del 16 de julio de Superstars, donde derrotaron a Iron Mike Sharpe y Tony Ulysses. Las potencias tuvieron su primera rivalidad contra The Bolsheviks (Nikolai Volkoff y Boris Zhukov), a quienes derrotaron a en su debut de pago por visión en el SummerSlam inaugural, donde presentaron a su nuevo mánager, The Baron. En Survivor Series, The Powers of Pain lideraron un equipo contra el equipo de Demolition en un Traditional Survivor Series match, donde el equipo de Barbarian y Warlord. En el episodio del 12 de diciembre de Prime Time Wrestling, Mr. Fuji fue confirmado como el nuevo gerente de The Powers of Pain tras la salida de The Baron de la empresa y la posterior abandono de Fuji de Demolition.
The Barbarian entró en el Royal Rumble Match en el Royal Rumble 1989 como el número 26. Él y Ted DiBiase eliminaron a Brutus Beefcake y Hercules, antes de que Rick Martel lo eliminara. En el episodio del 20 de febrero de Prime Time Wrestling, The Powers of Pain recibió su primera oportunidad para el Campeonato en Parejas contra Demolition, que perdieron por descalificación. En WrestleMania V, The Powers of Pain y Mr. Fuji compitieron contra Demolition por el título en una pelea de handicap, donde Demolition retuvo el título inmovilizando a Fuji. En Survivor Series, The Powers of Pain y Demolition estaban en equipos opuestos, ya que Powers of Pain se emparejó con Ted DiBiase y Zeus en el Million $ Team contra Hulk Hogan's Hulkamaniacs (Demolition y Jake Roberts). The Powers of Pain eliminó a ambos miembros de Demolition antes de ser descalificado para HH Hulkamaniacs ganara el combate. Después de quedarse cortos en su búsqueda del título, The Powers of Pain tuvieron rivalidades con The Hart Foundation, The Bushwhackers y The Rockers.
The Barbarian participó en el Royal Rumble de 1990 como el número 28, donde fue eliminado por Hércules. The Powers of Pain se enfrentó a Demolition por última vez en un combate por equipos en el episodio del 10 de febrero de Superstars, que Demolition ganó por descalificación. El último combate televisado de Barbarian y Warlord como equipo fue en el especial televisado del 19 de febrero en MSG Network, donde se unieron con Mr. Fuji contra Jim Duggan y The Rockers, donde fueron derrotados. En el episodio del 3 de marzo de Superstars, se anunció que Barbarian se enfrentaría a Tito Santana en WrestleMania VI. La semana siguiente en Superstars, se anunció que Fuji había vendido los contratos de The Powers of Pain, dividiendo así al equipo, teniendo su último combate oficial como equipo el 25 de marzo, donde perdieron ante Hulk Hogan y The Big Boss Man.
En el episodio del 24 de marzo de Superstars, Bobby Heenan se convirtió en el mánager de Barbarian. Como miembro de la facción de Heenan, la imagen de Barbarian se modificó: creció su mohawk y pintura facial como Road Warrior, en su lugar llevaba una capa de piel, un casco con astas como renos y una calavera en el anillo. Posteriormente, venció a Tito Santana en WrestleMania VI. Fue miembro de Natural Disasters (Earthquake, Dino Bravo y Haku) contra los Hulkamaniacs (Hulk Hogan, Big Boss Man, Tugboat y Jim Duggan) en Survivor Series, donde fueron derrotados. 
En el episodio del 22 de diciembre de Superstars, se anunció que Barbarian se enfrentaría al rival de Heenan Family, The Big Boss Man, en un combate en el Royal Rumble de 1991, que Barbarian perdió. También perdería una revancha posterior contra Boss Man en el episodio del 18 de febrero de Prime Time Wrestling. Fue emparejado con el miembro de la familia Heenan, Haku, en un equipo de etiqueta en el episodio del 23 de febrero de Superstars, donde se anunció que el dúo se enfrentaría a The Rockers en WrestleMania VII. Su primer combate como equipo fue en el episodio del 9 de marzo de Superstars, donde derrotaron a luchadores locales. Barbarian y Haku perdieron el combate ante Rockers en WrestleMania. Más tarde en el evento, Haku y Barbarian ayudaron al Mr. Perfect a retener el Campeonato Intercontinental contra Big Boss Man. Bárbaro fue utilizado como medio carder durante todo el año.
Durante este tiempo, Barbarian solo tuvo un comate importante, que fue una derrota ante The British Bulldog en Battle Royal en el Albert Hall. Inmediatamente después del partido, Barbarian participó en una batalla real, en la que fue eliminado por Tito Santana. En el episodio del 1 de diciembre de Wrestling Challenge, se anunció que Barbarian desafiaría a Bret Hart por el Campeonato Intercontinental en This Tuesday in Texas, pero no se presentó y fue reemplazado por Skinner. El 18 de enero de 1992, Bárbaro se reunió con su compañero de equipo de Powers of Pain, The Warlord, en una derrota ante New Foundation (Owen Hart y Jim Neidhart). Bárbaro participó en el Royal Rumble de 1992 para el vacante Campeonato de la WWF como el participante número ocho. Fue eliminado por Hércules. Dejó la WWF en febrero de 1992 y regresó a JCP, que se había convertido en World Championship Wrestling (WCW).

### World Championship Wrestling (1992–1993)
Bárbaro hizo su debut televisado en WCW como villano en el episodio del 4 de julio de Saturday Night, donde derrotó a Steve Pritchard. En el episodio del 12 de julio del Evento Principal, Barbarian y Dick Slater fueron contratados para derrotar a The Fabulous Freebirds (Jimmy Garvin y Michael Hayes) por el Campeonato de Parejas de Estados Unidos. Sin embargo, este fue el último partido para este título, ya que el título se retiró un mes después. Bárbaro fue fuertemente presionado durante todo el verano con una racha ganadora contra jugadores como Brian Pillman, Tom Zenk, Marcus Alexander Bagwell y Barry Windham. Fue colocado en una alianza con Tony Atlas, Cactus Jack, Jake Roberts y Butch Reed. Su principal rival era Ron Simmons, a quien Bárbaro desafió sin éxito por el Campeonato Mundial de Peso Pesado en el pay-per-view de Halloween Havoc. Bárbaro entró en el torneo King of Cable , perdiendo ante Dustin Rhodes en los cuartos de final en el episodio del 14 de noviembre de Saturday Night. En el episodio del 18 de noviembre de Choque de Campeones, Barbarian, Cactus Jack y Tony Atlas perdieron ante Simmons y su compañero de debut 2 Cold Scorpio en un combate de handicap. Bárbaro apareció en Starrcade de pago por visión principal de la compañía el 29 de diciembre, donde fue emparejado al azar con Kensuke Sasaki contra Big Van Vader y Dustin Rhodes en un combate de clasificación de la Lotería Letal, que ganó el último dúo.
El 13 de enero de 1993 en Clash of Champions, Barbarian se suponía trabajar en equipo con Vader, Paul Orndorff y Barry Windham contra Sting, Dustin Rhodes y Ron Simmons en un partido Thundercage pero Bárbaro fue expulsado de su equipo por la raza de Harley de poniéndose del lado de Cactus Jack. Como resultado, Barbarian se convirtió en un personaje heroico. En el episodio del 17 de enero del Evento Principal, Barbarian y Jack se enfrentaron a Vader y Orndorff en un combate, que terminó en una doble descalificación. Los dos equipos se enfrentaron en un partido sin descalificación en el episodio del 23 de enero deHora de poder que ganaron Vader y Orndorff. En el episodio del 30 de enero de Saturday Night, Barbarian perdió ante Orndorff en una competencia de singles. Bárbaro recibió un combate por el título contra Vader por el Campeonato Mundial de Peso Pesado en el episodio del 7 de febrero de Main Event, donde Vader retuvo el título. Barbarian hizo su última aparición televisada en el episodio del 7 de marzo de Main Event, donde perdió ante Steve Regal en la primera ronda de un torneo por el Campeonato Mundial de Televisión vacante. Competiría en elcircuito de espectáculos de la casa durante los próximos meses y abandonó la compañía en junio.

### Regreso a WWF (1994–1995)
El 6 de junio de 1994, Barbarian regresó a la WWF en un espectáculo de la casa para enfrentar a Razor Ramon como sustituto de Diesel. Lucharía en numerosos combates en shows de casas contra jugadores como Lex Luger, Tatanka y Typhoon durante los próximos dos meses. El 1 de septiembre, Barbarian reemplazó a un Samu lesionado y se unió a Fatu contra Two Dudes with Attitudes (Shawn Michaels y Diesel) para el Tag Team Championship , solo unos días después de que Michaels y Diesel vencieron a The Headshrinkers (Fatu y Samu) por los títulos . Más tarde ese mes, reemplazó permanentemente a Samu y pasó a llamarse Sione, la mitad de la nueva versión de The Headshrinkers con Fatu después de que Samu dejó la WWF. En el episodio del 10 de octubre de Monday Night Raw, Vailahi hizo su regreso televisado a WWF. La nueva combinación solo hizo una aparición de pago por visión como equipo que estuvo en el evento Survivor Series como parte de The Bad Guys (Razor Ramon, 1-2-3 Kid y The British Bulldog) contra The Teamsters (Shawn Michaels, Diesel, Jeff Jarrett, Owen Hart y Jim Neidhart). Los nuevos Headshrinkers fueron eliminados rápidamente, pero su equipo ganó el partido después de que Michaels y Diesel se separaron como equipo Esto resultó en que Michaels abandonara el Tag Team Championship y se organizó un torneo para coronar a los nuevos campeones. Nuevos Headshrinkers participaron en el torneo, venciendo a Owen Hart y Jim Neidhart por descalificación en la ronda de cuartos de final en el episodio del 31 de diciembre de Superstars, antes de perder ante Bam Bam Bigelow y Tatanka en la ronda de semifinales el 14 de enero de 1995. Sione participó en el combate de Royal Rumble de 1995 como el participante número seis. Eliminó a Kwang y Rick Martel y luego él y Eli Blueliminado el uno al otro. Esto provocó una disputa entre New Headshrinkers y The Blu Brothers (Jacob y Eli), en la que New Headshrinkers se quedó corto. Los nuevos Headshrinkers recibieron una oportunidad para el Tag Team Championship contra Owen Hart y Yokozuna en el episodio del 6 de mayo de Superstars, pero perdieron la lucha. En julio, los Headshrinkers se disolvieron, ya que Vailahi dejó el WWF para ir a WCW.

### Regreso a WCW (1995-2000)
A finales de 1995, Vailahi regresó a WCW, usando una máscara y haciendo equipo con su antiguo compañero de equipo de Powers of Pain, The Warlord. Eran conocidos como los "Super Asesinos" enmascarados, administrados por el Coronel Robert Parker. Super Assassins hizo su debut televisado en el episodio del 27 de noviembre de Prime, con una victoria sobre The American Males. Nunca se mencionó en televisión sus identidades anteriores, y el equipo no duró mucho, ya que Warlord dejó WCW a principios de 1996.
Más tarde, se añadió en Kevin Sullivan 's Dungeon of Doom y se emparejó con su compañero Mazmorra Haku (ahora conocido como Meng) en un equipo de la etiqueta llamado caras del miedo en el episodio de enero de 29 del lunes nitro, donde perdieron al regresar Guerreros del camino. Faces of Fear fue parte de Alliance to End Hulkamania contra Hulk Hogan y Randy Savage en un combate de Doomsday Cage en Uncensored, que ganó Hogan y Savage. En el pago por evento Slamboree, Barbarian fue emparejado aleatoriamente con Diamond Dallas Page en una partida de lotería letal, donde derrotaron a Meng yHugh Morrus en el primer combate y luego Rick Steiner y The Booty Man en el segundo combate para calificar para la batalla real de Lord of the Ring, en la que Vailahi quedó en segundo lugar, siendo eliminado por Page.
Dungeon of Doom entró en una rivalidad con The Four Horsemen, derivada de la rivalidad de The Taskmaster con el miembro de Horsemen Chris Benoit por Woman . En el pay-per-view de Halloween Havoc, Faces of Fear perdió ante los miembros de los Horsemen Benoit y Steve McMichael en un combate por equipos . Faces of Fear comenzó a perseguir el Campeonato Mundial por Parejas cuando se enfrentaron a The Outsiders (Scott Hall y Kevin Nash) y Nasty Boys (Brian Knobbs y Jerry Sags) en una pelea triangular por el título enWorld War 3, donde The Outsiders retuvo el título. Faces of Fear recibió otra pelea por el título contra Outsiders en Starrcade pero no pudo ganar el título.
Faces of Fear compitió en la división de equipos de etiqueta durante 1997 y no logró ningún éxito en el campeonato. Dungeon of Doom se disolvió después del retiro del Taskmaster. Faces of Fear entonces pelearía con Wrath y Mortis, a quienes enfrentaron en un esfuerzo por perder en Fall Brawl. En el episodio del 29 de septiembre del lunes Nitro, Bárbaro perdió ante el recién llegado Goldberg, convirtiéndose en una de las primeras víctimas de su racha invicta. Faces of Fear tuvo su próxima rivalidad contra Glacier y Ernest Miller, a quienes derrotaron en la Tercera Guerra Mundial. En el episodio de Thunder del 12 de febrero de 1998, Bárbaro trató de separar a Meng deHugh Morrus después de que Meng derrotó a Morrus y se negó a liberar el Tongan Death Grip . Meng luego aplicó el control sobre Bárbaro también, rompiendo así Rostros del miedo. Bárbaro formó un equipo de etiqueta con Morrus bajo la dirección de Jimmy Hart y se peleó con Meng durante todo el año. Los antiguos socios compitieron en el partido inaugural del pago por visión de Road Wild, donde Meng derrotó a Bárbaro.
Jimmy Hart reunió a Faces of Fear a principios de 1999 y los puso en un torneo por el Campeonato Mundial por Parejas vacante . Bárbaro se volvió contra Meng durante un partido de torneo contra Bobby Duncum, Jr. y Mike Enos en el episodio del 12 de febrero de Thunder al golpear a Meng con la patada de miedo. Bárbaro continuó su rivalidad con Meng durante todo el año. Luego fue colocado en la facción The First Family de Jimmy Hart con Hugh Morrus, Brian Knobbs y Jerry Flynn. El establo se disolvió después de solo dos meses. El último partido televisado de Bárbaro en WCW fue en el episodio del 27 de marzo de 2000 deThunder, una pérdida para el campeón mundial de televisión Jim Duggan. WCW rescindió el contrato de Barbarian en abril de 2000 en un esfuerzo por reducir los costos del presupuesto.

### Circuito independiente (2001-2012)
The Barbarian ganó el NWA Virginia Heavyweight Championship y se peleó con David Flair por el título, hasta que fue declarado inelegible para competir debido a la falta de una licencia válida de lucha de Virginia. En 2005, The Barbarian nuevamente se asoció con The Warlord en Gladiator Championship Wrestling, y renovó su enemistad con Road Warrior Animal. En 2007, en el Campeonato Anual de Lucha / IRW Fun Fest Slam en Kingsport, Tennessee , The Barbarian luchó 'Big' Steve Fury, el campeón de peso pesado de CW, frente a 1,100 personas. También hizo una aparición en IWA Mid South, en el evento de Bloodshowers de abril de 2007, donde luchó contra Jimmy Jacobs. En 2008, The Barbarian se unió a Demolition Axe (Bill Eadie) y fue administrado por Ted DiBiase, en Seagrove (Carolina del Norte), derrotando a Cowboy Willie Watts y Leroy Greene. En 2009, The Barbarian se asoció con el Jefe de Hierro en un torneo de equipos en la Allied Independent Wrestling Federation (AIWF). En agosto de 2012, Chikara anunció que el Bárbaro estaría haciendo su debut para la promoción en el mes siguiente 2012 torneo King of Trios , donde se reunirá con el Señor de la Guerra y Meng como Las caras de dolor en referencia a sus nombres de los equipos anteriores caras de Miedo y poderes del dolor. El 14 de septiembre, el equipo fue eliminado del torneo en la primera ronda por el Equipo ROH (Mike Bennett, Matt Jackson y Nick Jackson). Dos días después, en el último día del torneo, The Barbarian y The Warlord participaron en un combate de guante de equipo, del cual eliminaron a sus antiguos rivales de WWF, Demolition, antes de ser eliminados por 1- 2-3 Kid y Marty Jannetty .

## Campeonatos y logros
- American Pro Wrestling Alliance
  - APWA World Heavyweight Championship (2 veces)
  - APWA Triple Crown Championship (2 veces)
  - APWA Tri State Championship (1 vez)
  - APWA Tag Team Championship (1 vez) - con Warlord

- Bruiser Wrestling Federation
  - BWF Heavyweight Championship (1 vez)

- Exodus Wrestling Alliance
  - EWA Heavyweight Championship (1 vez)

- Indo-Asian Wrestling
  - Indo-Asian Heavyweight Championship (1 vez)

- iGeneration Wrestling
  - iGeneration Heavyweight Championship (1 vez)

- International Association of Wrestling
  - IAW Heavyweight Championship (1 vez)

- Mainstream Wrestling Organization
  - MWO Heavyweight Championship (1 vez)

- Mid-Atlantic Championship Wrestling / World Championship Wrestling
  - WCW United States Tag Team Championship (1 vez, último) - con Dick Slater
  - NWA World Six-Man Tag Team Championship (1 vez) - con Ivan Koloff & The Warlord

- New England Pro Wrestling Hall of Fame
  - Clase de 2013

- North Carolina Wrestling Association
  - NCWA Tag Team Championship (1 vez, actual) - con Meng

- NWA Mid-Atlantic
  - NWA Mid-Atlantic Hardcore Championship (1 vez)

- NWA Virginia
  - NWA Virginia Heavyweight Championship (1 vez)

- New Age Championship Wrestling
  - NACW Heavyweight Championship (1 vez)

- Pro Wrestling Illustrated
  - PWI lo ubicó en el puesto número 85 de los 500 mejores luchadores individuales en el PWI 500 en 1991
  - PWI lo ubicó en el puesto #97 de los 100 mejores equipos de etiqueta durante los "Años PWI" con The Warlord en 2003.

- Real Wrestling
  - Real Wrestling Heavyweight Championship (1 vez)

- Ultimate Championship Wrestling
  - UCW Heavyweight Championship (1 vez)

- World League Wrestling
  - WLW Heavyweight Championship (1 vez)

- World Wide Wrestling Alliance
  - WWWA Tag Team Championship (1 vez) - con The Warlord

- World Wrestling Council
  - WWC Puerto Rico Heavyweight Championship (1 vez)

- World Wrestling Federation
  - Slammy Award for Best Etiquette (1994) shared con Fatu

- Wrestling Observer Newsletter awards
  - Worst Tag Team (1989) con The Warlord
  - Worst Worked Match of the Year (1996) con Ric Flair, Arn Anderson, Meng, Lex Luger, Kevin Sullivan, Z-Gangsta & The Ultimate Solution vs. Hulk Hogan & Randy Savage, WCW Uncensored, Towers of Doom match, Tupelo, MS, March 24

- Datos: Q326925
- Multimedia: Sione Vailahi / Q326925